# Coris
|  | Aquest article tracta sobre el gènere de peixos. Vegeu-ne altres significats a «Coris (botànica)». |

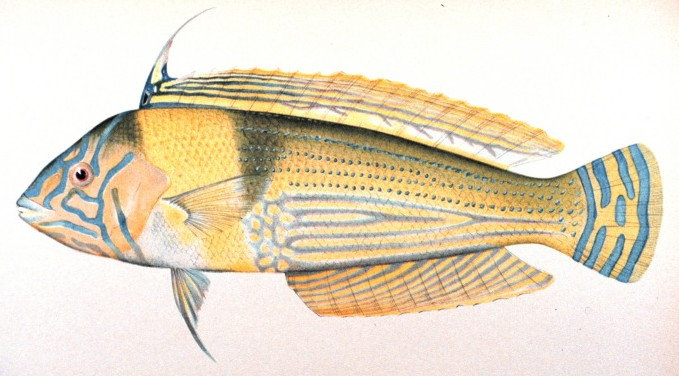
Coris ballieui

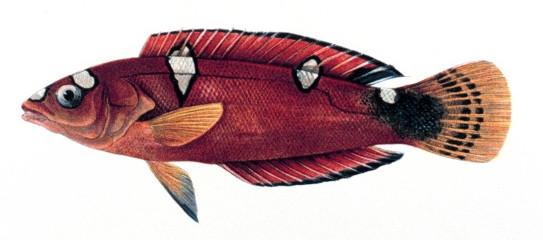
Coris gaimard

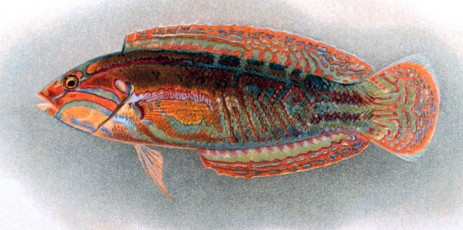
Coris venusta

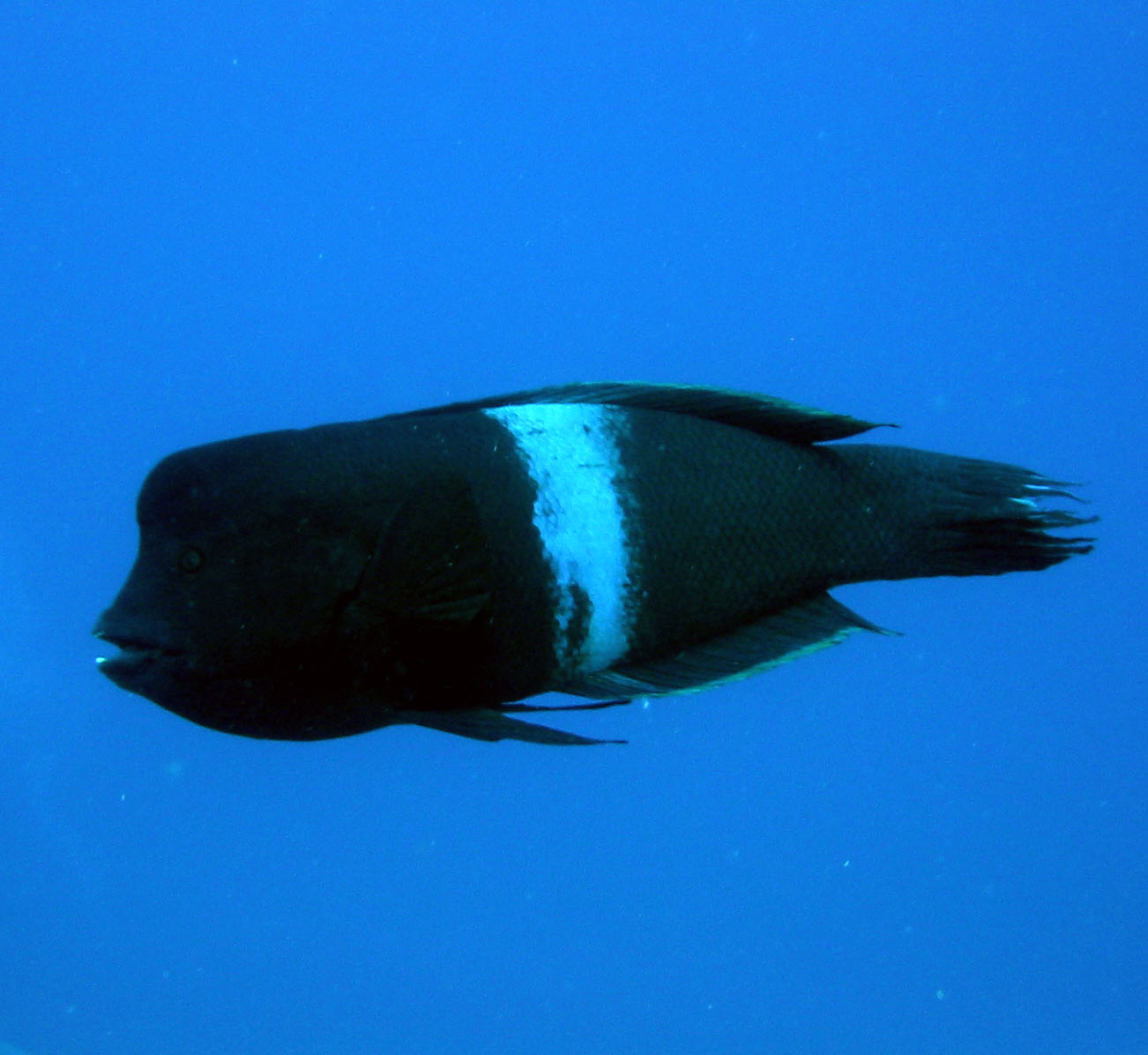
Coris aygula

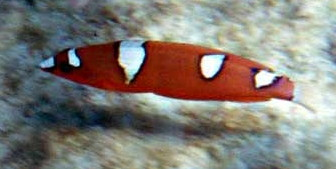
Exemplar immadur de Coris gaimard

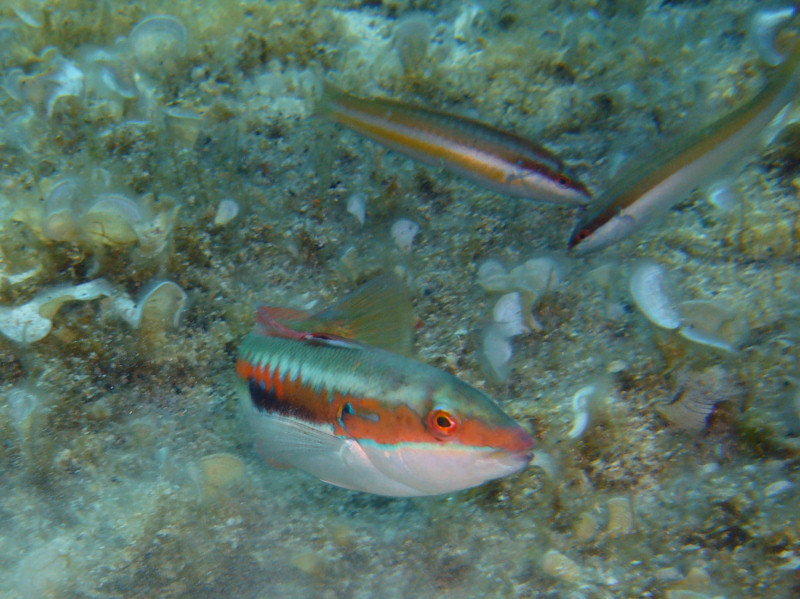
Coris julis

Coris és un gènere de peixos de la família dels làbrids i de l'ordre dels perciformes.

## Morfologia
- Generalment, són peixos molt acolorits.

## Alimentació
Totes les espècies d'aquest gènere són carnívores.

## Hàbitat
Són espècies bentòniques.

## Distribució geogràfica
Es troba a les regions temperades i tropicals dels oceans Atlàntic, Índic i Pacífic, incloent-hi la mar Mediterrània i el Mar Roig.

## Observacions
Són espècies altament apreciades en aquariofília per llurs colorits.

## Taxonomia
- Coris atlantica (Günther, 1862)
- Coris auricularis (Valenciennes, 1839)
- Coris aurilineata (Randall & Kuiter, 1982)
- Coris aygula (Lacépède, 1801)
- Coris ballieui (Vaillant & Sauvage, 1875)
- Coris batuensis (Bleeker, 1856)
- Coris bulbifrons (Randall & Kuiter, 1982)
- Coris caudimacula (Quoy i Gaimard, 1834)
- Coris centralis (Randall, 1999)
- Coris cuvieri (Bennett, 1831)
- Coris debueni (Randall, 1999)
- Coris dorsomacula (Fowler, 1908)
- Coris flavovittata (Bennett, 1828)
- Coris formosa (Bennett, 1830)
- Coris gaimard (Quoy i Gaimard, 1824)
- Coris hewetti (Randall, 1999)
- Coris julis (Linnaeus, 1758)
- Coris marquesensis (Randall, 1999)
- Coris musume (Jordan & Snyder, 1904)
- Coris nigrotaenia (Mee & Hare, 1995)
- Coris picta (Bloch i Schneider, 1801)
- Coris pictoides (Randall & Kuiter, 1982)
- Coris sandeyeri (Hector, 1884)
- Coris variegata (Rüppell, 1835)
- Coris venusta (Vaillant & Sauvage, 1875)[2][3][4][5][6][7]